# The Luck of the Irish
The Luck of the Irish ist eine US-amerikanische Filmkomödie von Henry Koster mit Tyrone Power und Anne Baxter in den Hauptrollen. Der Geschichte liegt der im selben Jahr erschienene Roman There Was a Little Man von Guy Pearce Jones und Constance Bridges Jones zugrunde.

## Handlung
Auf der Fahrt mit dem Auto zum Flughafen Shannon in Irland verirren sich Stephen "Fitz" Fitzgerald, ein US-amerikanischer Zeitungsjournalist mit irischen Wurzeln, und sein Europa-Redakteur Bill Clark im ländlichen Nirgendwo. Beim Überqueren bricht ihr Auto durch den morschen Unterboden einer uralten Holzbrücke und versinkt im Wasser. Während Bill zurückbleibt, geht Fitz fort, um Hilfe zu holen. Bei einem Wasserfall inmitten eines Waldes begegnet Fitz Horace, einem alten Schuhmacher, der einen grünen Mantel mit Messingknöpfen trägt. Horace gibt ihm eine Wegbeschreibung zum Dorf Ballynabun, wo sich Fitz und Bill im kleinen Gasthof Kittiwake Inn einquartieren. Als Fitz gegenüber dem Gastwirt Taedy erwähnt, dass er am Wasserfall war, ist dieser erstaunt, von Fitzens Begegnung mit dem alten Schuster zu hören. Erstens, so Taedy, gebe es hier überhaupt keinen Wasserfall, und zweitens sei der alte Mann im grünen Gewand ein Kobold. Als in der folgenden Nacht Kobold Horace am Wirtshaus auftaucht, folgt Fitz ihm. Er spricht den grünen Wicht an und meint aus Spaß, er möge doch für ihn den sprichwörtlichen „Topf mit Gold“ ausgraben, der lebenslangen Reichtum verspreche. Horace nimmt diesen Wunsch für bare Münze, und Fitz staunt nicht schlecht, dass diese Goldmünzen des Goldtopfes echt sind. Eine Goldmünze darf Fitz behalten, dann entschwindet der Kobold hinter dem imaginären Wasserfall. 
Am nächsten Morgen wacht Fitz auf und fragt sich, ob er das Treffen mit Horace nur geträumt hat. Die Wirtshaus-Bedienstete Nora bestätigt Fitz ebenfalls, dass es hier keinen Wasserfall gibt. Da Fitz weiß, was er gesehen hat (oder besser: gesehen zu haben glaubt), kehrt er mit Nora in den Wald zurück, doch tatsächlich ist der Wasserfall wieder verschwunden. Als Nora Fitzens Münze in Augenschein nimmt, stellt sie fest, dass es sich dabei um eine spanische Dublone aus dem 16. Jahrhundert handelt, von denen es hier angeblich noch viele geben soll. Später verabschieden sich Nora und Bill von Fitz, der sich auf den Weg nach New York macht, um von seinem Boss einen neuen Job zu übernehmen. Dort meldet sich Fitzgerald bei seinem Chef David C. Augur, dem Boss von New Era Publications. Augur erzählt Fitz, dass er für den US-Senat zu kandidieren beabsichtige und beauftragt ihn damit, seine Reden zu schreiben. Fitz wärmt in der kommenden Zeit seine alte Beziehung zu Augurs Tochter Frances wieder auf. Eines Tages glaubt Fitzgerald seinen Augen nicht zu trauen: Kobold Horace taucht in seiner Wohnung auf. Der Ire hat die Gestalt eines Dieners angenommen und behauptet, von einer Arbeitsagentur geschickt worden zu sein. Horace bestreitet, dass er und Fitz sich schon einmal gesehen haben, nachdem Fitz ihm die Dublone gezeigt hat. Als Horace Fitz zu einem Termin fährt, hat das Auto einen unerklärlichen Motorschaden, und Fitz wird dadurch gezwungen, die U-Bahn zu nehmen, wo ein Taschendieb ihm sein Portemonnaie entwendet. Dann kommt es auch noch zur Wiederbegegnung mit Nora.
Sie glaubt, er sei pleite, und lädt ihn daher zum Mittagessen in eine irische Taverne ein. Dort erklärt Nora, dass ein Verwandter von Taedy in New York gestorben und sie daher hierher gereist sei, um dessen Angelegenheiten zu regeln. Später fordert Augur Fitz auf, einen früheren Artikel, den er geschrieben hat, zurückzunehmen, der nicht mit seiner politischen Haltung übereinstimme. Fitz aber weigert sich, derlei faule Kompromisse einzugehen. Augur besteht als Fitzgeralds Chef darauf, und als Fitz zu schreiben beginnt, gibt ihm Horace eine Lektion in Sachen Beziehung von Meister zu Diener. Fitz fühlt sich von Augur ausgebeutet und sagt Frances, dass er aufhören werde, für ihren Vater zu arbeiten, aber sie rät ihm, auszuharren. Wenn ihr Vater mit seiner politischen Kampagne erst einmal erfolgreich sein sollte, werde der Alte jemanden brauchen, der das Verlagsgeschäft für ihn weiterführt. Fitz gefällt diese Aussicht auf Geld, Macht und Ruhm. Nora hat sich derweil mit Bills Unterstützung um eine neue Arbeitsmöglichkeit für Fitz bemüht und dabei einen Job, der ihn nach Italien führen würde, ausfindig gemacht. Als sie von Fitzgerald erfährt, dass er angesichts der neuesten Aussichten, demnächst Augur beruflich beerben könnte, ist Nora enttäuscht.
In einer Taverne, wo eine traditionelle irische Hochzeit abgehalten wird, erklärt der Journalist Nora seine Lage. Nachdem er von ihr hört, dass sie am morgigen Tag in ihr Heimatland zurückkehren will, gerät er in eine Kneipenschlägerei mit Noras Begleitung Terrance Flaherty. Der legt Fitz mit einem Boxhieb flach. Als er wieder zu sich kommt, sieht er, wie Nora sich um ihn kümmert. Beide umarmen sich, aber Fitzgerald gesteht ihr wenig später, dass er Frances in einem Monat heiraten werde. Fitz kehrt in seine Wohnung zurück und stößt dort wieder auf den Schuhmacher Horace. Er bittet um eine Erklärung, weshalb seine Golddublone in seiner Tasche zu einem Kieselstein wurde. Nun endlich gesteht Horace ihm, dass er tatsächlich ein Kobold sei und sich Fitz in New York aus Dankbarkeit dafür, dass er einst nicht auf den Topf mit Gold bestanden hatte, angeschlossen und sein Schicksal ein wenig „gesteuert“ habe. In einer Rede im Journalistenclub kündigt Augur an, dass er im Falle seiner Wahl von der Leitung seines Verlags zurücktreten und Fitz zu seinem Nachfolger ernennen werde. Als Fitz sich darauf vorbereitet, zu antworten, sieht er, wie sich der Raum mit lauter Horaces füllt, und erkennt das dahinter stehende Zeichen. Stephen Fitzgerald lehnt Augurs Ansinnen ab, seine Nachfolge anzutreten. Auf die Frage nach seinen Zukunftsplänen antwortet Fitz, dass er mit einem alten Freund unter einem Wasserfall sitzen werde. Wieder zurück in Irland, streitet Fitz, der inzwischen Nora geheiratet hat und im Gasthaus lebt, mit Bill über dessen neuesten Artikel.

## Produktionsnotizen
Die Dreharbeiten zu The Luck of the Irish fanden zwischen Ende Januar und Ende März 1948 statt. Die Uraufführung war am 3. September 1948 in Los Angeles. In Deutschland wurde der Film nicht gezeigt. 
Darryl F. Zanuck übernahm die Herstellungsleitung, Die Filmbauten entwarf Lyle Wheeler, die Ausstattung Thomas Little. Bonnie Cashin entwarf die Kostüme während Charles Le Maire für die Garderobe verantwortlich zeichnete. Lionel Newman übernahm die musikalische Leitung. 
Cecil Kellaway erhielt mit seiner Darstellung als magischer irischer Kobold eine Oscar-Nominierung in der Kategorie Bester Nebendarsteller.

## Kritiken
Bosley Crowther machte in der New York Times vom 18. September 1948 deutlich, dass er sehr wenig von dem Film eingenommen sei. Der Film wirke, als wolle er von dem kürzlichen Erfolg des Broadway-Hits Finian's Rainbow profitieren, und Jayne Meadows sei deutlich „anziehender“ als die eigentliche Filmheldin Anne Baxter.
Im Movie & Video Guide nannte Leonard Maltin den Film eine „‘niedliche‘ aber unscheinbare Romanze“.
Halliwell‘s Film Guide spottete: „Hollywood-Mondlicht, zweiter Klasse.  Der Wille und die  Darsteller sind vorhanden, aber das Drehbuch ist nicht lustig genug.“